# The R.E.D. Album
The R.E.D. Album – czwarty album studyjny amerykańskiego rapera Game’a. Premiera płyty przekładana była wielokrotnie, jednak ostatecznie odbyła się 23 sierpnia 2011 roku. Album ukazał nakładem dwóch wytwórni: Aftermath i Interscope.
Album R.E.D. podkreśla także powrót Game’a do Aftermath i Interscope, dwóch wytwórni płytowych, które wydały jego debiutancki album The Documentary. Dwa następne albumy Game’a zostały wydane w Geffen Records, ze względu na beef z 50 Centem. Nagrania albumu rozpoczęły się na początku 2009 roku a trwały do lata 2011. Sesje odbywały się studiu Ameraycan Recording Studios, Encore Recording Studios oraz Paramount Recording Studios (wszystkie pochodzą z Kalifornii).
Nawiązując do słów Game’a, głównymi producentami zostali Dr. Dre, Pharrell Williams oraz Mars z grupy 1500 or Nothin'. Dodatkowo Game pracował z ogromną liczbą producentów podczas nagrywania albumu, a byli to między innymi Cool & Dre, 1500 or Nothin’, The Neptunes, Kanye West, Swizz Beatz, Timbaland, will.i.am, DJ Khalil, J.R. Rotem, Scott Storch i inni.

## Wydanie i promocja
Album „przeżył” wiele zmian daty premiery od 2009 roku, gdyż była ona przekładana aż 10 razy. Pierwowzorem był 1 grudnia 2009 roku, ale początkowo przesunięto termin o tydzień później. Pomimo zapowiedzi o przesunięciu premiery o kolejny tydzień w przód (15 grudnia), data została zmieniona na 16 lutego 2010, ponieważ Dr. Dre potrzebował czasu na dokończenie produkcji. Kolejnym terminem został 15 czerwca 2010 roku, ale nie na długo – wygryzła o dwa tygodnie późniejsza data – 29 czerwca 2010.
Następną propozycją wybrano 6 lipca, ale tym razem to sam Game postanowił przesunąć datę na 24 sierpnia 2010. Powodem miało być zadedykowanie albumu dla gracza Los Angeles Lakers – Kobe Bryanta, który występuje właśnie z numerem 24 na koszulce. Wybrał 24, ponieważ podczas play-off NBA w 2010 Game był pod wrażeniem lidera jego rodzinnej drużyny Kobego, ale data i tak została potem przesunięta.
Po prawie dwóch latach zmian dat premiery, 5 maja 2011 roku zostało oficjalnie potwierdzone przez Game’a oraz Interscope Records, że album będzie wydany oficjalnie pod koniec sierpnia 2011 roku i termin ten nie zostanie zmieniony. Po prawie dwóch tygodniach, 17 maja 2011, Game poinformował przez swojego Twittera, że skończył właśnie rozmowę konferencyjną z Jimmym lovine (producent Interscope & Griffin & AM) i data albumu została oficjalnie potwierdzona – 23 sierpnia 2011. Game obiecał, że kolejnych opóźnień już nie będzie.

## Mixtape’y
W 2010 i 2011 roku Game wydał kilka mixtape’ów do pobrania za darmo, częściowo aby promować nadchodzący album.
Pierwszy mixtape, The Red Room, ujrzał światło dzienne 26 kwietnia 2010. Początkowo miał zostać wydany przez DJ Drama, lecz został zamieniony na długo-letniego współpracownika Game’a – DJ Skee.
3 sierpnia 2010 roku ukazał się kolejny mixtape – Brake Lights, którym znów „zajął się” DJ Skee. Gościnnie udzielili się na niej między innymi Snoop Dogg, Nas, T.I., Akon, Rick Ross, Waka Flocka Flame, Busta Rhymes, Robin Thicke i Shawty Lo. Za produkcję także odpowiadało szerokie grono, reprezentowane przez DJ Toompa, J.R. Rotema i innych. W wywiadzie dla magazynu XXL Game powiedział, że ten mixtape miał być tylko „przystawką” przed głównym daniem (R.E.D. Album), aby między innymi wypełnić czas oczekiwania na czwartą, oficjalną produkcję.
Kolejny mixtape – Purp & Patron – został wydany 24 stycznia 2011 i po raz kolejny odpowiedzialny za niego był DJ Skee. Gościnnie wystąpili: Pharrel Williams, Snoop Dogg, Lil Wayne, Detail, Tools, Sam Hook, Menace, TD, Mistah F.A.B., The Jacka, Wiz Khalifa, Fabolous, T-Pain, Rick Ross, Swizz Beatz, Travis Barker, Dr. Dre Od momentu wydania, ten mixtape stał się wielkim sukcesem i otrzymał pozytywne oceny od krytyków muzycznych. W tydzień po wydaniu Purp & Patron, został wydany sequel pod nazwą Purp & Patron: The Hangover, zawierający 10 utworów, które z różnych powodów nie znalazły się na oryginalnym mixtape.
7 lipca 2011 Game zapowiedział przez swojego Twittera, że on wraz z Marsem (grupa 1500 or Nothin’) wydadzą kolejny, ostatni już mixtape. Otrzymał on tytuł Hood Morning (No Typo): Candy Coronas i został wydany 1 sierpnia 2011. Goście po raz kolejny nie zawiedli, a byli to Dr. Dre, Snoop Dogg, Lil Wayne, Baby, Gucci Mane, B.o.B, Wiz Khalifa, Yelawolf, Trey Songz, Redman, BWS.

## Single
Pierwszy singiel, „Red Nation”, został ogłoszony 2 marca 2011. Produkcją zajął się duet Cool & Dre. Sean Combs zapowiedział przez swojego Twittera, że w singlu gościnnie wystąpi amerykański raper Lil Wayne. Przez naciski zniecierpliwionych fanów, numer został wydany oficjalnie na iTunes dnia 12 kwietnia 2011 roku. Nie odniósł on jednak komercyjnego sukcesu na świecie, ani w Stanach Zjednoczonych, zajmując jedynie 62. miejsce w notowaniu Billboard Hot 100. Teledysk do singla spotkał się z wieloma kontrowersjami i zaprzestano jego pokazów między innymi w MTV lub BET ze względu na „nieodpowiedni przekaz” oraz obrazowanie kultury gangów (występujących w teledysku ludzi można było identyfikować z członkami gangu California Bloods z Los Angeles). Game stanowczo odmówił jednak usunięcia teledysku Red Nation z internetu, aby każdy widz mógł obejrzeć wideo i wysunąć własną opinię o kontrowersji tego teledysku dla siebie.
22 czerwca 2011 potwierdzono, że drugi singiel z albumu otrzyma tytuł „Pot of Gold”. Gościnnie w piosence wystąpił piosenkarz R&B – Chris Brown, a produkcją zajęli się The Futuristics. 6 dni później, 28 czerwca 2011 singiel został oficjalnie wydany w iTunes. Piosenka zadebiutowała na 75. pozycji w zestawieniu Hot R&B/Hip-Hop Songs w Stanach Zjednoczonych, a po tygodniu awansowała jedynie o 3 pozycje. Podczas kręcenia teledysku, zdarzył się wypadek i producent Mars z 1500 or Nothin' został okradziony z 12 tysięcy dolarów i biżuterii przez dwóch uzbrojonych napastników.

## Lista utworów
| Numer | Tytuł                                                     | Wykonawcy                          | Długość |
| ----- | --------------------------------------------------------- | ---------------------------------- | ------- |
| 1     | Dr. Dre Intro                                             | Dr. Dre                            | 0:26    |
| 2     | The City (feat. Kendrick Lamar)                           | Game, Kendrick Lamar               | 5:41    |
| 3     | Drug Test (feat. Dr. Dre, Snoop Dogg & Sly)               | Game, Dr. Dre, Snoop Dogg, Sly     | 2:46    |
| 4     | Martians Vs Goblins (feat. Lil Wayne & Tyler The Creator) | Game, Lil Wayne, Tyler The Creator | 3:48    |
| 5     | Red Nation (feat. Lil Wayne)                              | Game, Lil Wayne                    | 3:49    |
| 6     | Dr. Dre Interlude 1                                       | Dr. Dre                            | 0:25    |
| 7     | Good Girl, Bad Girl (feat. Drake)                         | Game, Drake                        | 4:38    |
| 8     | Ricky                                                     | Game                               | 4:07    |
| 9     | Good, Bad, Ugly                                           | Game                               | 2:28    |
| 10    | Heavy Artillery (feat. Rick Ross & Beanie Sigel)          | Game, Rick Ross, Beanie Sigel      | 4:14    |
| 11    | Paramedics (feat. Young Jeezy)                            | Game, Young Jeezy                  | 4:56    |
| 12    | Speakers On Blast (feat. E-40 & Big Boi)                  | Game, E-40, Big Boi                | 5:11    |
| 13    | Hello                                                     | Game                               | 3:49    |
| 14    | All The Way Gone (feat. Mario & Wale)                     | Game, Mario, Wale                  | 4:07    |
| 15    | Pot of Gold (feat. Chris Brown)                           | Game, Chris Brown                  | 3:21    |
| 16    | Dr. Dre Interlude 2                                       | Dr. Dre                            | 0:24    |
| 17    | All I Know                                                | Game                               | 4:03    |
| 18    | Born In The Trap                                          | Game                               | 3:46    |
| 19    | Mama Knows (feat. Nelly Furtado)                          | Game, Nelly Furtado                | 3:52    |
| 20    | California Dreams                                         | Game                               | 6:12    |
| 21    | Dr. Dre Outro                                             | Dr. Dre                            | 0:30    |